# Ataque aéreo de bahía Agradable
El ataque aéreo de bahía Agradable o batalla de bahía Agradable ocurrió el 8 de junio de 1982 cuando la Fuerza Aérea Argentina propinó un duro golpe a la Fuerza de Tareas 317 británica, desbaratando un intento de desembarco en la Bahía Agradable, con la destrucción de dos buques de desembarco y 56 muertos y 200 heridos británicos, perdiendo a su vez tres aviadores argentinos. Fue la mayor cantidad de bajas británicas en una sola batalla desde la Segunda Guerra Mundial. Fue conocido como «el día más negro de la flota».
El hecho de que el ejército de tierra argentino desaprovechara la oportunidad de lanzar un contraataque es objeto de discusión. Los mandos argentinos racionalizaron su decisión aduciendo que la bahía Agradable estaba a 16 km de Puerto Argentino hacia el suroeste; una avanzada británica estaba posicionada en el camino entre la capital y la bahía. Para colmo de males, la artillería argentina de la capital carecía del alcance requerido para apoyar una acción por aquella distancia. Hubiese sido necesario retirar al Batallón de Infantería de Marina N.º 5 de la importante posición del monte Tumbledown, y, de haber efectuado el ataque, enfrentar al mismo tiempo a la fuerza británica que cubría y a la que desembarcaba.

## Antecedentes
Para fines de mayo, los comandos británicos del Servicio Aéreo Especial y Cuadro de Guerra de Montaña y Ártico se encontraban agotados después de tener varios enfrentamientos con miembros de la Compañía de Comandos 602, y no pudieron tomar control como planeado del puente que conecta los establecimientos de Fitzroy y Bluff Cove (bahía Agradable) con consecuencias desastrosas para la Guardia Galesa que llegaron a bordo del buque logístico de desembarco RFA Sir Galahad a fines de la primera semana de junio solo para encontrar su ruta de avance terrestre cortada después de que el teniente 1° Darío Horacio Blanco y su pelotón de zapadores del Batallón de Ingenieros de Combate 601 volaran una buena parte del puente sin ser molestados a principios de junio.
El 1 de junio de 1982, las fuerzas británicas en las islas Malvinas fueron reforzadas por el arribo de 5000 soldados de 5.ª Brigada de Infantería. El mayor general Jeremy Moore pasó así a tener suficientes tropas para comenzar a planear un asalto a gran escala sobre Puerto Argentino/Stanley.
Partidas avanzadas del 2.º Batallón de Paracaidistas del Reino Unido finalmente ocuparon los establecimientos de Fitz Roy y Bahía Agradable buscando limpiar el área de fuerzas argentinas. Unidades de guardias galeses y escoceses fueron enviadas a reforzarlos, buscando desembarcar en el área de Puerto Fitz Roy. Luego del hundimiento del transporte Atlantic Conveyor los británicos desembarcados en las Malvinas solo tuvieron un helicóptero de transporte de tropas disponible, un Boeing CH-47 Chinook de la Real Fuerza Aérea británica, por lo que los suministros y refuerzos de tropas solo podían ser transportados por mar.
El 8 de junio el Regimiento de Infantería 4 detectó una formación de buques de guerra, transportes de tropas y embarcaciones menores. La Fuerza Aérea Sur priorizaba entre sus objetivos a los buques de reabastecimiento y transporte de tropas por «más rentables».

## Ataques aéreos
A las 10:26, el Comando de la Fuerza Aérea Sur de Argentina en Comodoro Rivadavia recibió la información desde las Malvinas de que se observaban movimientos de dos buques británicos grandes y otros dos pequeños en la zona de punta Fitz Roy, y que podría tratarse de un desembarco.
Durante el desembarco del 8 de junio los barcos británicos fueron atacados por dos oleadas de aviones A-4B Skyhawk de la V Brigada Aérea, cada uno de ellos cargado con tres bombas BRP-250 de 250 kg, de diseño español. Precedidos por un Hércules KC-130 ―indicativo Parca―, las dos escuadrillas despegaron sucesivamente de la Base Aérea Militar Río Gallegos, que en esos momentos era monitoreada por el submarino nuclear HMS Splendid.
La primera oleada, originalmente compuesta de ocho aviones, fue reducida a cinco cuando tres A-4B Skyhawk retornaron a la base debido a problemas de reabastecimiento de combustible. Una escuadrilla ―indicativo Mastín―, estaba liderada por el primer teniente Alberto Jorge Fillipini, secundado por los tenientes Daniel Eduardo Gálvez y Vicente Autiero y el alférez Hugo Edgardo Gómez. La otra escuadrilla ―indicativo Dogo― estaba liderada por el capitán Pablo Carballo, secundado por el primer teniente Carlos Cachón, el teniente Carlos Alfredo Rinke y el alférez Leonardo Salvador Carmona.
El submarino nuclear HMS Valiant (S102), que operaba cerca de Río Grande (Tierra del Fuego), logró realizar el seguimiento de seis aviones M-5 Dagger que despegaron a las 13:00 de la BAM Río Grande para una misión complementaria, y envió una temprana señal de alarma, pero el informe del submarino falló y no pudo alertar a las fuerzas británicas en la bahía Agradable. La explicación es que el destructor argentino ARA Santísima Trinidad (D-2) había interferido las comunicaciones entre los controladores aéreos de la Marina Real británica y los aviones Sea Harrier.
Los cinco A-4B reabastecieron combustible a los 52° S 66° O y continuaron. Sobrevolaron en vuelo rasante sobre el área señalada observando los helicópteros y tropas británicas. Luego se encontraron con los dos buques de desembarco.

### Primer ataque

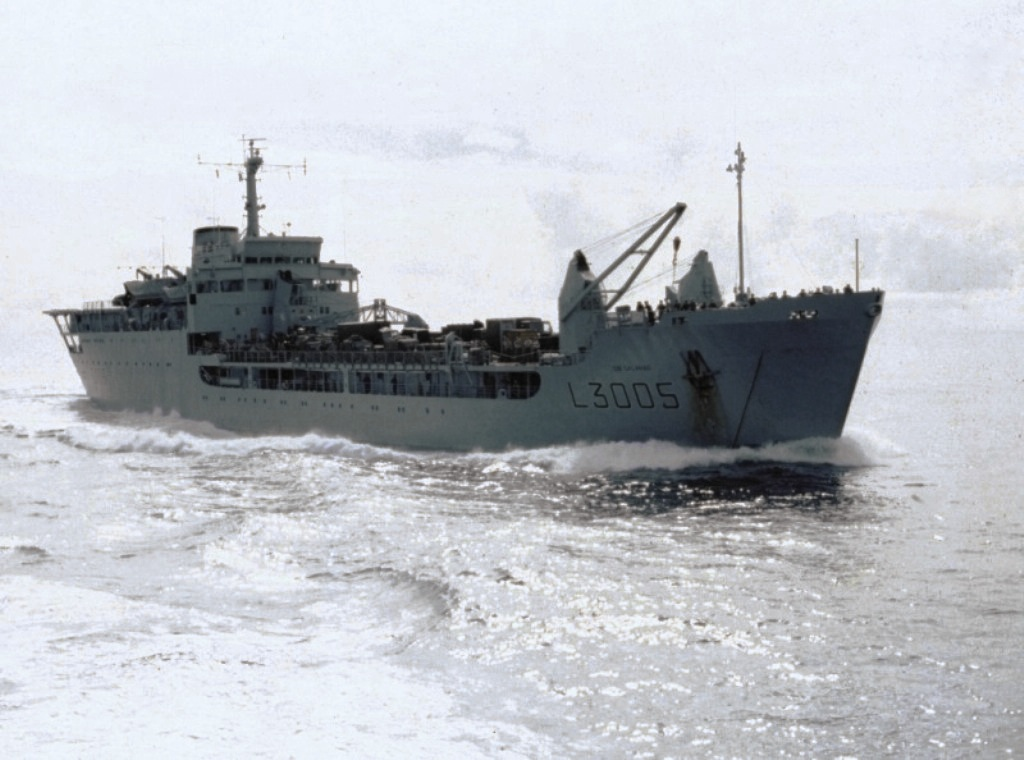
El RFA Sir Galahad (L3005) antes del ataque argentino.

Aproximadamente a las 14:00, los barcos RFA Sir Tristram (L3505) y RFA Sir Galahad (L3005) fueron gravemente dañados por cinco Skyhawk de la V Brigada Aérea. Los tres Skyhawk de la sección Dogo atacaron al RFA Sir Galahad, que fue golpeado por tres bombas del avión del primer teniente Cachón. El avión del alférez Carmona fue incapaz de soltar sus bombas y las bombas del teniente Rinke sobrepasaron al barco, cayendo en la playa..
Los dos aviones de la sección Dogo atacaron al RFA Sir Tristram, las bombas del alférez Gómez cayeron a corta distancia del barco, que fue golpeado por dos bombas soltadas por el líder de la escuadrilla de ataque, el teniente Gálvez. Las explosiones y subsecuentes incendios mataron a 48 hombres embarcados en el Sir Galahad y a dos tripulantes del Sir Tristram.

### Segundo ataque
Mientras se efectuaba el primer ataque se ordenó la salida de otra escuadrilla, que ya no contaba con el factor sorpresa. A las 15:00, despegaron de Río Gallegos seis A-4B Skyhawk, armados cada uno con tres bombas retardadas por paracaídas, y divididos en dos secciones: escuadrilla Mazo, al mando del primer teniente Danilo Rubén Bolzán, secundado por el teniente Juan José Arrarás y el alférez Guillermo Alberto Dellepiane y la otra sección ―indicativo Martillo― al mando del primer teniente Oscar Berrier, secundado por el primer teniente Héctor Hugo Sánchez y el alférez Jorge Alberto Vázquez.
A las 16:50, una segunda oleada compuesta por cuatro Skyhawk del Grupo 5 de Caza atacaron y hundieron una lancha de desembarco del HMS Fearless (L10), que transportaba los vehículos del cuartel general de la 5.ª Brigada desde Puerto Darwin a Bahía Agradable en el seno Choiseul con la pérdida de seis marines reales. Sin embargo, la patrulla aérea de combate de Sea Harrier estaba ya en escena y respondió derribando tres Skyhawk (Arrarás, Bolzán y Vázquez).
El avión de Bolzán fue derribado por el teniente David Smith, mientras que los otros dos Skyhawk fueron víctimas del teniente David Morgan.
El cuarto avión (Sánchez), con problemas de pérdida de combustible por perforaciones en los tanques de los planos, logró retornar a su base asistido por un avión tanque KC-130.
Una tercera oleada con A-4C Skyhawk del Grupo 4 de Caza ―indicativo Yunque―, armados con tres bombas retardadas por paracaídas arribó minutos después y alcanzó objetivos en tierra sin éxito visible. Despegaron de Puerto San Julián a las 15:36, y estaba integrada por el Capitán Mario Caffarati, los tenientes Atilio Victorio Zattara y Daniel Alberto Paredi, junto al alférez Carlos Andrés Codrington.

### Ataque a la HMS Plymouth

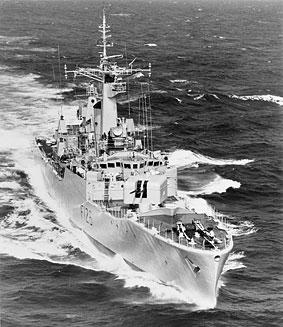
La HMS Plymouth antes del ataque argentino.

La fragata HMS Plymouth (F126) recibió un ataque de tres Dagger al mando del capitán Carlos Rohde seguido por otro de otros dos Dagger conducidos por el capitán Almícar Cimatti. La golpearon con cuatro bombas de 1000 libras. El buque sufrió severos daños y cinco marineros fueron heridos. Aunque todas las bombas fallaron, el ataque causó la explosión de al menos una carga de profundidad sobre su cubierta.
El barco se hallaba en el estrecho de San Carlos, frente a Puerto Darwin, bombardenado el área del monte Rosalía en la isla Gran Malvina.

### Misión complementaria sobre las islas Salvajes
Para una operación de distracción sobre las islas Salvajes despegaron a las 13:20 de Puerto San Julián seis M-V Dagger armados con cañones, divididos en dos secciones. La primera sección ―indicativo Carta―, fue comandada por el vicecomodoro Luis Domingo Villar, secundado por los tenientes Daniel Valente y Mario Callejo. La segunda sección ―indicativo Sobre―, fue comandada por el primer teniente Carlos Musso, el primer teniente Carlos Maffeis y el teniente Gustavo Jorge Aguirre. Ambas secciones regresaron sin enfrentar oposición aérea.

## Consecuencias

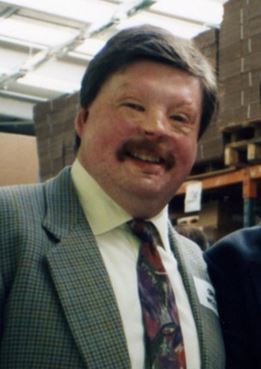
Simon Weston, militar británico, tuvo que soportar 75 operaciones en 22 años, después de que el 25 % de su piel sufrió quemaduras de tercer grado a causa del ataque argentino.

Un total de 56 militares británicos murieron, y entre 150 y 200 resultaron heridos. Cámaras de televisión de la BBC registraron imágenes de los helicópteros de la Marina Real flotando en el humo espeso para izar a los sobrevivientes de los buques de desembarco incendiados. Dichas imágenes fueron vistas en todo el mundo. Sin embargo, el general Menéndez, comandante de las fuerzas argentina en las islas, afirmó que el enemigo había sufrido cientos de bajas. Él esperaba una caída de la moral de las fuerzas británicas y, por ende, el afloje de su avance.
El Sir Galahad sufrió daños irreparables, pero su barco hermano sobrevivió y fue reconstruido en la posguerra. El escritor estadounidense Robert Bolia culpa del desastre británico al uso de grandes barcos de desembarco en vez de lanchones.
El brigadier Julian Thompson culpa a la inexperiencia de los hombres de la 5.ª Brigada de Infantería.
Entre los heridos estaba el británico Simón Weston, quien posteriormente apareció en un documental de la BBC mostrando los tratamientos que recibió para curar las heridas. Weston soportó 75 operaciones en 22 años, después de que el 25 % de su piel sufrió quemaduras de tercer grado. En un subsecuente documental, filmado en Argentina, él se encontró con el piloto que bombardeó su barco, Carlos Cachón, retirado con el rango de capitán. Después de una posterior visita de Cachón y su familia a la casa de Weston en Liverpool, ellos se volvieron amigos.
Después de la guerra, un memorial para los soldados británicos muertos en el ataque fue erigido en Fitzroy.
El 8 de junio de 2007, veteranos guardias galeses que combatieron en las islas Malvinas construyeron un monumento para sus camaradas muertos a bordo del Sir Galahad.